# Ať žije republika
Ať žije republika (někdy také Ať žije republika!) je československé válečné drama Karla Kachyni z roku 1965 na motivy povídky Jana Procházky.

## Výroba
Film vznikl jako koprodukce Československého armádního filmu a Filmového studia Barrandov. Scénář napsali společně Karel Kachyňa a Jan Procházka na základě Procházkovy novely Já a Julina a konec velké války. Autor zde zúročil vlastní zkušenost z konce války v rodných Ivančicích, kdy mu bylo šestnáct let a již v dubnu 1945 obec osvobodila armáda maršála Malinovského. Snímek navazuje na předchozí Kachyňovu tvorbu pro armádní film, ale také na jeho tendenční válečné drama Práče. Tento snímek je naopak demytizujícím pohledem na druhou světovou válku a tvoří pomyslný začátek období nového uměleckého pohledu na tuto historickou etapu. Snímek byl celovečerním debutem kameramana Jaromíra Šofra a druhého kameramana Jiřího Macháně. Spolupráce s ČSAF pomohla využít velkou škálu bojové techniky před kamerou, ale také při natáčení (záběry z vrtulníků). Rozpočet filmu činil 8,32 milionu korun, což byl čtyřikrát větší rozpočet, než měla většina tehdejších filmů.

## Příběh
Film nabízí pohled na absurditu války z pohledu malého chlapce, dvanáctiletého Olina. Konec války je nadohled i v malé obci Nesovice, boje partyzánů a sovětské armády probíhají nedaleko. Olin se bojí svého otce, který mu přikáže schovat v leze kobylu s povozem, jejich nejvzácnější rodinný majetek. Na všech stranách se následně setkává s krutostí, nepochopením a nespravedlností, které jsou spojeny s nepochopitelným chováním dospělých.

## Hlavní postavy
| Zdeněk Lstibůrek | Olin (Pinďa)       |
| Naděžda Gajerová | Oldřichova matka   |
| Vlado Müller     | Oldřichův otec     |
| Iva Janžurová    | Bertýna Petrželová |
| Jurij Nazarov    | sovětský důstojník |

## Ohlas
Od premiéry dne 5. listopadu 1965 až do stažení snímku v roce 1970 jej vidělo v kinech 1 153 983 diváků. Cenzura film nezakázala, prezident Antonín Novotný jej naopak údajně obhajoval před sovětským velvyslancem. Cenzurní orgány k filmu připomínky neměly.